# Atletica leggera ai Giochi della XXV Olimpiade - Salto in lungo maschile

Video della Finale

Il salto in lungo ha fatto parte del programma maschile di atletica leggera ai Giochi della XXV Olimpiade. La competizione si è svolta nei giorni 5 e 6 agosto 1992 allo Stadio del Montjuic di Barcellona.

## Presenze ed assenze dei campioni in carica
| Competizione         | Atleta          | Prestazione | Barcellona 1992 |
| -------------------- | --------------- | ----------- | --------------- |
| Olimpiadi 1988       | Carl Lewis      | 8,72 m      | Presente        |
| Commonwealth 1990    | Yusuf Alli      | 8,39w m     | Assente         |
| Goodwill Games 1990  | Carl Lewis      | 8,38 m      | Presente        |
| Europei 1990         | Dietmar Haaf    | 8,25 m      | Presente        |
| Asiatici 1990        | Chen Zunrong    | 8,04 m      | Presente        |
| Panamericani 1991    | Jaime Jefferson | 8,26 m      | Presente        |
| Africani 1991        | George Ogbeide  | 8,22 m      | Assente         |
| Mondiali 1991        | Mike Powell     | 8,95 m      | Presente        |
|                      |                 |             |                 |
| Mondiali junior 1988 | Luis Bueno      | 7,99 m      | Assente         |

## La gara
Mike Powell, che ha battuto Carl Lewis l'anno prima vincendo il titolo mondiale con uno straordinario record di 8,95, concede la rivincita.

Nei salti di qualificazione Lewis atterra a 8,68 (più di quanto si farà in finale).

Il giorno dopo il "figlio del vento" esordisce con un 8,67 che uccide la gara. Powell, che salta dopo di lui, non fa neanche 8 metri. Poi sale progressivamente: 8,22; 8,33; nullo e 8,53 al quinto salto. All'ultima prova si migliora ancora a 8,64, ma non gli basta per vincere.

Gli Stati Uniti fanno tripletta con Joe Greene. Quarto il ventenne emergente Iván Pedroso, di Cuba (8,11).

## Risultati

### Turno eliminatorio
Qualificazione8,05 m
Otto atleti raggiungono la misura richiesta. Ad essi vanno aggiunti i 4 migliori salti fino a 7,90 m.

### Finale
| Pos     | Paese e Atleta    | 1° salto | 2° salto | 3° salto | 4° salto | 5° salto | 6° salto | Miglior Misura | Note |
| ------- | ----------------- | -------- | -------- | -------- | -------- | -------- | -------- | -------------- | ---- |
| Oro     | Carl Lewis        | 8,67     | 8,33     | X        | X        | 8,50     | 8,50     | 8,67           |      |
| Argento | Mike Powell       | 7,95     | 8,22     | 8,33     | X        | 8,53     | 8,64     | 8,64           |      |
| Bronzo  | Joe Greene        | X        | X        | 7,88     | 8,34     | 8,14     | X        | 8,34           |      |
| 4       | Iván Pedroso      | 7,79     | 8,11     | 8,01     | 7,98     | 8,11     | 7,51     | 8,11           |      |
| 5       | Jaime Jefferson   | 7,30     | 7,69     | 8,08     | 7,93     | 8,00     | X        | 8,08           |      |
| 6       | Kostas Koukodimos | 7,30     | 7,99     | 7,92     | 8,04     | 7,88     | 7,50     | 8,04           |      |
| 7       | Dmitrij Bagryanov | 7,79     | 5,74     | X        | 7,98     | 7,88     | 7,84     | 7,98           |      |
| 8       | Huang Geng        | 7,33     | 7,58     | 7,87     | 7,79     | 7,55     | 7,65     | 7,87           |      |
| 9       | Borut Bilač       | X        | 7,60     | 7,76     |          |          |          | 7,76           |      |
| 10      | Chen Zunrong      | 7,71     | 7,47     | 7,75     |          |          |          | 7,75           |      |
| 11      | Dave Culbert      | 7,36     | 7,30     | 7,73     |          |          |          | 7,73           |      |
| 12      | Bogdan Tudor      | 7,26     | 7,37     | 7,61     |          |          |          | 7,61           |      |